# Milo Duçi
Milo Duçi (ur. 1870 w Korczy, zm. 1933) – albański przedsiębiorca, większość życia spędził w Egipcie.

## Życiorys
W 1893 roku wyemigrował do Egiptu, gdzie mieszkał aż do swojej śmierci. Wydawał gazety Toska (1901-1902), Besa, Besa-besën (wraz z Thomą Avramim, 1904-1905) oraz Shqipëria.
W roku 1901 rozpoczął ze swoim wujem, Lonim Logorim współpracę nad projektami ułatwienia prowadzenia brytyjskich interesów handlowych. Za jego pośrednictwem miał kontakty z albańskimi emigrantami w Bukareszcie, Stambule, Brukseli i we Włoszech.
W latach 1925–1926 wydawał tygodnik Bisedimet, gdzie poruszał tematy z zakresu językoznawstwa, literatury i kultury albańskiej.